# Antahpura
Antahpura (sanskrit: अन्तःपुर), eller anthapura, var termen för kvinnornas avdelning eller harem i ett indiskt (hinduiskt) kungligt palats. Haremet utgjordes av rum och lägenheter som låg i en avskild inre del av palatset reserverad furstefamiljens kvinnliga medlemmar. Det inkluderade kungens hustrur och konkubiner, där kungens första hustru och drottning hade främsta rangen.